# Фелдманн, Вим
Виллем Эдюард (Вим) Фелдманн (нидерл. Willem Eduard "Wim" Feldmann; 6 декабря 1930, Кимберли — 2 декабря 2016, Амстердам) — нидерландский футболист, игравший на позициях защитника и полузащитника, выступал за команды АФК, «Энсхеде» и «Аякс».
Старший брат футболиста Доналда Фелдманна.

## Клубная карьера
Футбольную карьеру начинал в клубе АФК из Амстердама. С начала 50-х годов Вим играл за различные сборные команды, а в 1952 году, он принял участие в спарринг матче против сборной Нидерландов. В 1955 году он покинул АФК и перешёл в клуб «Энсхеде». Отыграв в команде два сезона, Фелдманн перебрался в стан амстердамского «Аякса».
За клуб дебютировал 25 августа 1957 года в матче чемпионата против МВВ, завершившемся крупной победой амстердамцев со счётом 4:0. В дебютном сезоне он провёл 25 матчей в чемпионате, и даже отметился одним забитым голом в ворота роттердамской «Спарты». В Кубке европейских чемпионов Фелдманн отыграл во всех четырёх играх. В своём втором сезоне он провёл только 6 матчей в чемпионате и один — в Кубке Нидерландов.

## Личная жизнь
Отец — Францискюс Корнелис Фелдманн, мать — Теодора Вилхелмина Фредерика Шмидт. Родители были родом из Амстердама, они поженились в марте 1929 года — на момент женитьбы отец работал огранщиком алмазов. На протяжении трёх лет они проживали в Южной Африке, а в 1932 году вернулись в Амстердам, где родился их второй сын Доналд.
Женился в возрасте двадцати пяти лет — его супругой стала 23-летняя Мария Герарда (Рит) де Мул, уроженка Хейло. Их брак был зарегистрирован 17 июля 1956 года в Амстердаме. В браке родилось двое детей: сын и дочь. Его жена умерла в 2012 году в возрасте 79 лет.
Умер 2 декабря 2016 года в Амстердаме в возрасте 85 лет. Похоронен рядом с супругой и матерью на амстердамском кладбище Зоргвлид.